# پاتریشیا دنچ
پاتریشیا دنچ (انگلیسی: Patricia Dench؛ زادهٔ ۸ مارس ۱۹۳۲) تیرانداز زن اهل استرالیا است.
وی در مسابقات کشوری و بین‌المللی در مجموع برندهٔ ۱ مدال برنز شده‌است.